# Cyclopina caissara
Cyclopina caissara is een eenoogkreeftjessoort uit de familie van de Cyclopinidae. De wetenschappelijke naam van de soort is voor het eerst geldig gepubliceerd in 1994 door Lotufo.